# Howard Eastman
Howard Anthony Eastman (* 8. Dezember 1970 in New Amsterdam, East Berbice-Corentyne) ist ein britisch-guyanischer Profiboxer im Mittelgewicht. Er ist ehemaliger zweifacher Europameister der EBU und WM-Herausforderer von William Joppy und Bernard Hopkins.

## Privates
Howard Eastman ist in New Amsterdam geboren und aufgewachsen, ehe er im Alter von 15 Jahren mit seinen Eltern, seinen zwei Brüdern und seiner Schwester nach London zog. Sein jüngerer Bruder Gilbert Eastman (* 1972) übte ebenfalls den Profiboxsport aus und war britischer Southern Area Champion im Halbmittelgewicht. Howard Eastman ist verheiratet und Vater von drei Kindern.

## Boxkarriere
Eastman trainierte im Londoner Battersea Boxing Club und nahm von 1991 bis 1993 als Amateurboxer an Turnieren in London teil, ehe er 1994 ins Profilager wechselte. Er gewann seine ersten 32 Profikämpfe in Folge, davon 29 vorzeitig. Dabei erkämpfte er eine Reihe von regionalen Titeln, darunter Britischer Meister, Interkontinentaler Meister der IBO und WBA, sowie Commonwealth-Meister. Am 10. April 2001 wurde er in London neuer Europameister (EBU) im Mittelgewicht, nachdem er seinen Landsmann Robert McCracken (33-1, 20 K. o.) durch t.K.o. in der zehnten Runde besiegt hatte.
Am 17. November 2001 boxte er in Las Vegas gegen William Joppy (32-2) um die WBA-Weltmeisterschaft im Mittelgewicht, unterlag dabei jedoch umstritten nach Punkten. Joppy hatte gegen Ende des Kampfes Konditionsmängel offenbart und versuchte dies durch Klammern und Ausweichen zu kompensieren. Wenige Sekunden vor Ende des Kampfes ging Joppy schließlich nach zwei Kopftreffern sogar zu Boden, wurde jedoch am Ende mit 2:1 Richterstimmen zum Sieger erklärt.
Im Januar 2003 gewann Eastman erneut den EBU-Titel durch einen vorzeitigen Sieg gegen den Franzosen Christophe Tendil, der vom Ringarzt aufgrund mehrerer Gesichtsverletzungen aus dem Kampf genommen wurde. Nach erfolgreichen Titelverteidigungen gegen Scott Dann (15-1), Hacine Cherifi (34-7) und Sergei Tatewosjan (21-3), sowie einem Sieg gegen Jerry Elliott (37-4), erhielt er eine erneute WM-Chance gegen Bernard Hopkins (45-2).
Dabei boxte er am 19. Februar 2005 in Las Vegas um die WM-Gürtel aller vier bedeutenden Weltverbände (WBA, WBC, WBO und IBF), verlor jedoch gegen Hopkins einstimmig nach Punkten. Im Juli 2005 verlor er in Nürnberg zudem nach Punkten gegen Arthur Abraham. Im März 2006 unterlag er in einem WM-Titelausscheidungskampf gegen Edison Miranda erstmals vorzeitig durch technischen Knockout.
Nach zwei folgenden Siegen gegen Richard Williams (21-3) und Evans Ashira (26-2), musste er wieder zwei Niederlagen gegen Wayne Elcock und John Duddy hinnehmen. Nach der Niederlage gegen Duddy, boxte er von nun an in Guyana und gewann dort am 5. Juli 2008 den nationalen Meistertitel im Mittelgewicht. Einen letzten bedeutenden Sieg feierte er am 25. Oktober 2008, als ihm ein Punktesieg gegen Ex-WBA-Weltmeister Andrew Lewis (23-3) gelang.